# Giovanni 1. Participazio
Giovanni 1. Participazio (eller Particiaco) (døde 837) var den 12. doge i Venedig. Han regerede fra sin brors død i 829 til han blev arresteret og afsat i 836. 
Hans far, Agnello, havde udpeget ham til med-doge mens hans bror Giustiniano var i Konstantinopel. Da Giustiniano vendte tilbage, blev Agnello afsat, og Giovanni, som tilhørte den pro-frankiske fraktion, blev sendt i eksil i Zara. Giovanni blev kaldt tilbage fra Konstantinopel af sin bror i 829 og udpeget til at efterfølge ham. Han blev senere valgt og forsatte Giustinianos arbejde med at bygge Markuskirken til liget af Sankt Markus. Resten af hans regeringstid var fyldt med stridigheder og problemer både internt og eksternt. 
Det første problem var tilbagekomsten af Obelerio degli Antenori fra Konstantinobel eller 20 års eksil. Han gik i land ved Vigilia, nær Malamocco, med en gruppe ledsagere og gjorde krav på dogetitlen. Malamocco og Vigilia erklærede sig på hans side, og blev begge brændt ned af Giovanni. Obelerio blev dræbt, og hans hoved blev vist til folket. 
Et oprør i Venedig satte en af tribunerne på tronen i mindre end 6 måneder, under hvilke Giovanni, som var blevet overrasket over at betroede familiemedlemmer deltog i oprøret, søgte tilflugt ved Lothar, kongen af langobarderne. Snart havde Participazio-erne fjernet Caroso og blindet ham, og kaldte Giovanni tilbage til Venedig. Hans diktatoriske styre provokerede aristokratiet, som anført af Mastalici-erne lagde sig i baghold en nat i 836 ved udgangen fra kirken S. Pietro i Olivolo. De arresterede ham. Klippede ham i tonsur og satte ham ind i kirken i Grado. 